# Evangelický kostel (Mošovce)
Evangelický kostel v Mošovcích vznikal v letech 1864 až 1871 po dosažení náboženského zrovnoprávnění v Uhersku, které umožnilo i evangelickým věřícím mít vlastní kostel. Kostel byl postaven na místě staršího kostela z roku 1783.

## Popis
Jde o obdélníkovou stavbu, zrenovovanou v roce 1927, která se vyznačuje jednoduchým klasicistním výrazem a portálem ve věži. Věž se čtyřciferníkovými hodinami je ukončena vysokou střechou. Prostor kostela ze třech stran lemuje chór, ležící na sloupech. Vstupní prostory kostela zdobí olejomalba Mošovce z 19. století a v hlavní lodi se nachází obraz znázorňující poslední večeři. V zadní části kostela se nachází 3 výrazná, vertikálně protáhlá, oblouková okna z malovaného skla zobrazující biblické výjevy. V letech 1973–1975 byla vykonána generální oprava kostela, při které se vyměnili lavice, okna, chóry, ale také oltář a kazatelna. Další rekonstrukce venkovní fasády se uskutečnily v 90. letech 20. století a následně v roce 2005. Důvodem poměrně častých rekonstrukcí je stavební materiál použitý na stavbu kostela, který obsahuje látky prostupující na povrch, čímž ničí omítku. Poškození bylo v minulosti viditelné především při vlhkém počasí.